# Valērijs Žolnerovičs

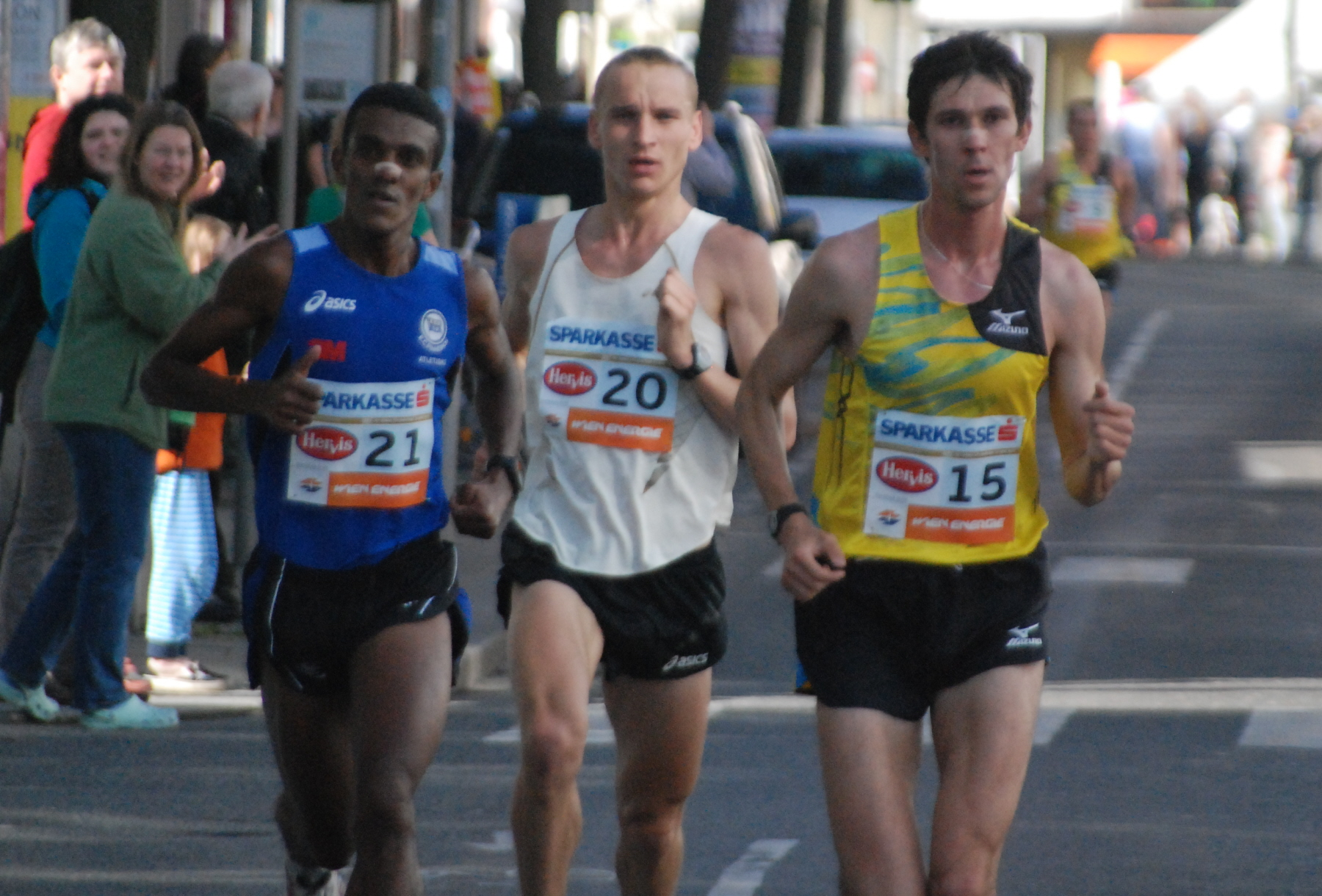
Valērijs Žolnerovičs (Nr. 20), 2013.

Valērijs Žolnerovičs (* 19. April 1985 in Ventspils, Lettische SSR, Sowjetunion) ist ein lettischer Hindernis- und Langstreckenläufer.
Bei den Olympischen Spielen 2008 in Peking schied er über 3000 m Hindernis im Vorlauf aus.
2010 gewann er den Halbmarathonbewerb des Riga-Marathons. 2011 belegte er beim Lissabon-Halbmarathon den 14. Platz und stellte mit 1:04:43 h einen nationalen Rekord auf. Beim Hannover-Marathon kam er auf Rang 15, beim Frankfurt-Marathon auf Rang 35.
2012 siegte er in Riga erneut auf der Halbmarathonstrecke.

## Persönliche Bestzeiten
- Halbmarathon: 1:04:43 h, 20. März 2011, Lissabon
- Marathon: 2:14:23,2 h, 14. Mai 2017, Riga
- 3000 m Hindernis: 8:31,70 min, 11. Juli 2008, Barakaldo